# 1996年夏季残疾人奥林匹克运动会澳大利亚代表团
1996年夏季残疾人奥林匹克运动会澳大利亚代表团是澳大利亚派出的1996年夏季残疾人奥林匹克运动会代表团。获得42枚金牌、37枚银牌和27枚铜牌。